# Litauiska föreningen i Sverige

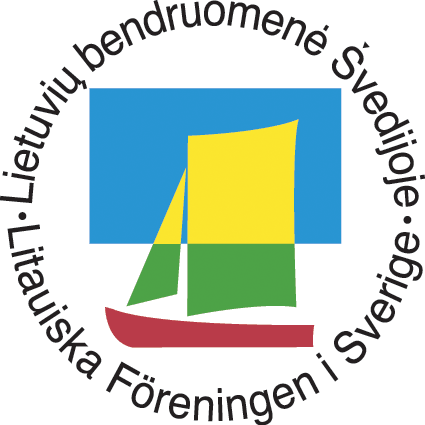
Litauiska föreningens i Sverige logotyp.

Litauiska föreningen i Sverige förenar Sveriges litauer. De flesta litauer bor i Stockholm och Skåne. Skåne har en egen filial i föreningen.

## Historia
Den första litauiska föreningen i Sverige, som hette  "Litauernas kommitté", invigdes under andra världskriget 1944 den 11 juli av politiska flyktingar och utvandrare. Senare ändrades både föreningens namn och medlemmar flera gånger. Idag har föreningen ungefär ett hundratal aktiva medlemmar, fast rent teoretiskt räknas alla Sveriges litauer som medlemmar i föreningen. Föreningens huvuduppgift är att bevara den litauiska identiteten och de litauiska traditionerna, att sprida en rätt och positiv bild om Litauen samt att uppmuntra samarbete mellan Litauen och Sverige. Litauiska föreningen i Sverige är den första medlemmen i föreningen "Världens litauer".

## Baltikumdagen
Sedan 2007 arrangeras Baltikumdagen i Grödinge Hembygdsgård i Vårsta. Baltikumdagen är ett samarrangemang mellan Svensk-Lettiska Föreningen, Litauiska föreningen i Sverige, Sverigeesternas förbunds lokalförening i Nynäshamn samt Grödinge hembygdsförening.

## Utvandringen
Utvandringen från Litauen till andra länder påverkar landets folkmängd och tillväxt. Sverige är bland de 10 vanligaste destinationsländerna för utvandringen.
.

## Litauiska medborgare i Sverige
Källa:
| År   | Folkmängd |
| ---- | --------- |
| 1991 | 5         |
| 1992 | 30        |
| 1993 | 70        |
| 1994 | 152       |
| 1995 | 227       |
| 1996 | 285       |
| 1997 | 358       |
| 1998 | 413       |
| 1999 | 469       |
| 2000 | 574       |
| 2001 | 727       |
| 2002 | 943       |
| 2003 | 1 102     |
| 2004 | 1 451     |
| 2005 | 2 071     |
| 2006 | 2 821     |
| 2007 | 3 613     |
| 2008 | 4 408     |
| 2009 | 5 484     |
| 2010 | 6 644     |
| 2011 | 7 745     |
| 2012 | 8 706     |
| 2013 | 9 534     |

## Kända personer
- Ignas Scheynius (1889-1959), svensk-litauisk författare och diplomat, LFS vice ordförande (1946)
- Jonas Pajaujis (1920-2000), arkitekt i Gotland och medlem av litauisk motståndsrörelsen [3], LFS styrelse
- Virginija Langbakk, direktör av en:European Institute for Gender Equality, LFS ordförande (2002-2009)